# Сен-Мартен-ле-Татенгем
Сен-Мартен-ле-Татенгем (фр. Saint-Martin-lez-Tatinghem) — новая коммуна на севере Франции, регион О-де-Франс, департамент Па-де-Кале, округ Сент-Омер, кантон Сент-Омер. Пригород Сент-Омера, примыкает к нему с северо-запада.
Население (2018) — 5 914 человек.

## История
Коммуна образована 1 января 2016 года путем слияния двух коммун: Сент-Мартен-о-Лаэр и Татенгем. Центром коммуны является  Сент-Мартен-о-Лаэр. От него к новой коммуне перешли почтовый индекс и код INSEE. На картах в качестве координат Сен-Мартен-ле-Татенгема указываются координаты  Сент-Мартен-о-Лаэр.

## Достопримечательности
- Церковь Святого Мартина в Сент-Мартен-о-Лаэре
- Церковь Святого Жака XVII века в Татенгеме
- Ветряная мельница

## Экономика
Структура занятости населения:
- сельское хозяйство — 1,5 %
- промышленность — 6,4 %
- строительство — 5,5 %
- торговля, транспорт и сфера услуг — 63,0 %
- государственные и муниципальные службы — 23,5 %

Уровень безработицы (2017) — 13,1 % (Франция в целом — 13,4 %, департамент Па-де-Кале — 17,2 %). 

Среднегодовой доход на 1 человека, евро (2018) — 20 390 (Франция в целом — 21 730, департамент Па-де-Кале — 19 200).

## Администрация
Первым мэром Сен-Мартен-ле-Татенгема с 1 января 2016 года избран социалист Бертран Пети (Bertrand Petit), член Совета департамента Па-де-Кале от кантона Сент-Омер, до этого бывший мэром Сент-Мартен-о-Лаэра.  На муниципальных выборах 2020 года возглавляемый им левый список победил в 1-м туре, получив 67,79 % голосов.
| Период | Период | Фамилия     | Партия                  | Примечания                            |
| ------ | ------ | ----------- | ----------------------- | ------------------------------------- |
| 2016   |        | Бернар Пети | Социалистическая партия | член Генерального совета департамента |

## Галерея

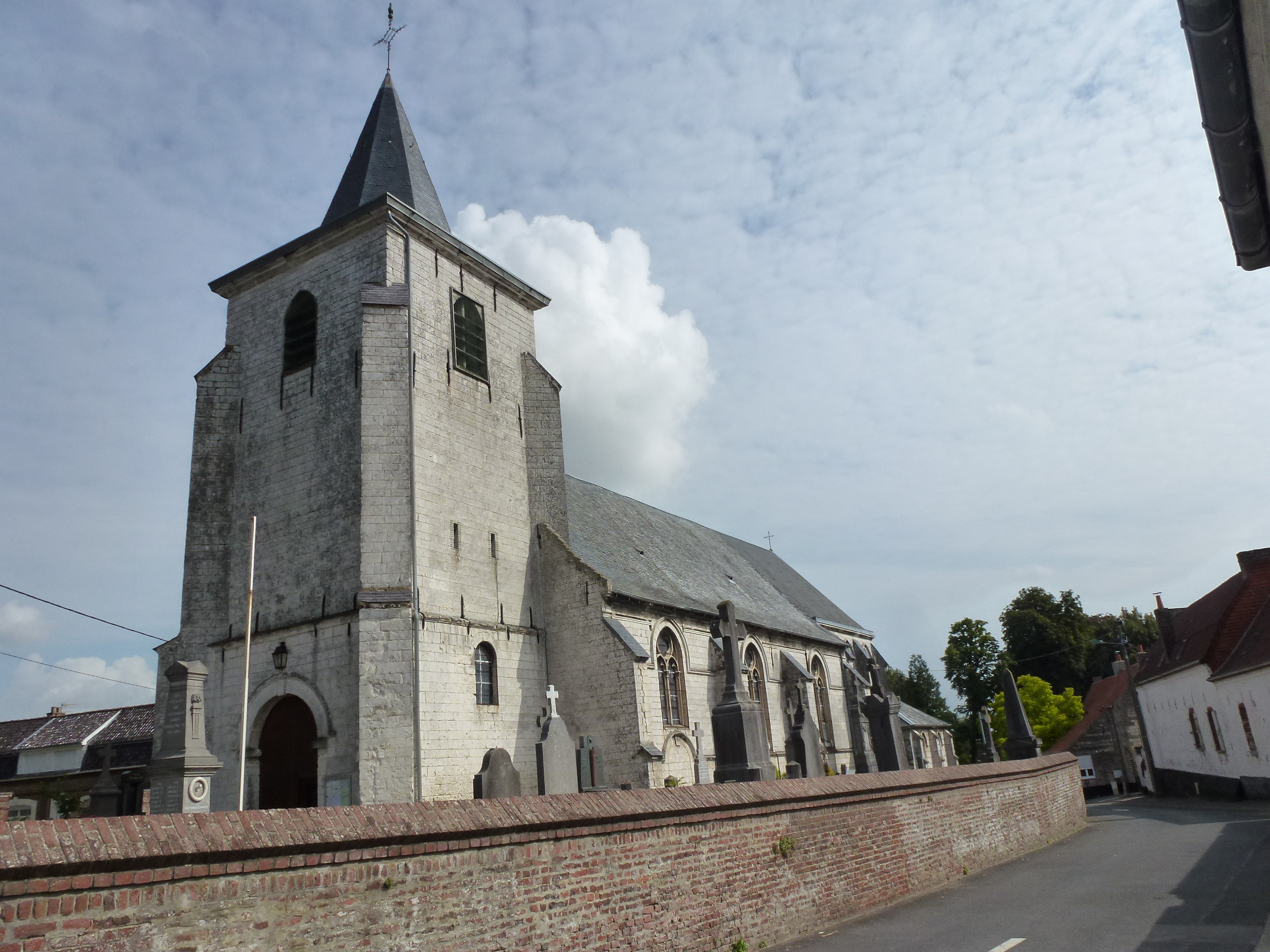
Церковь Святого Жака
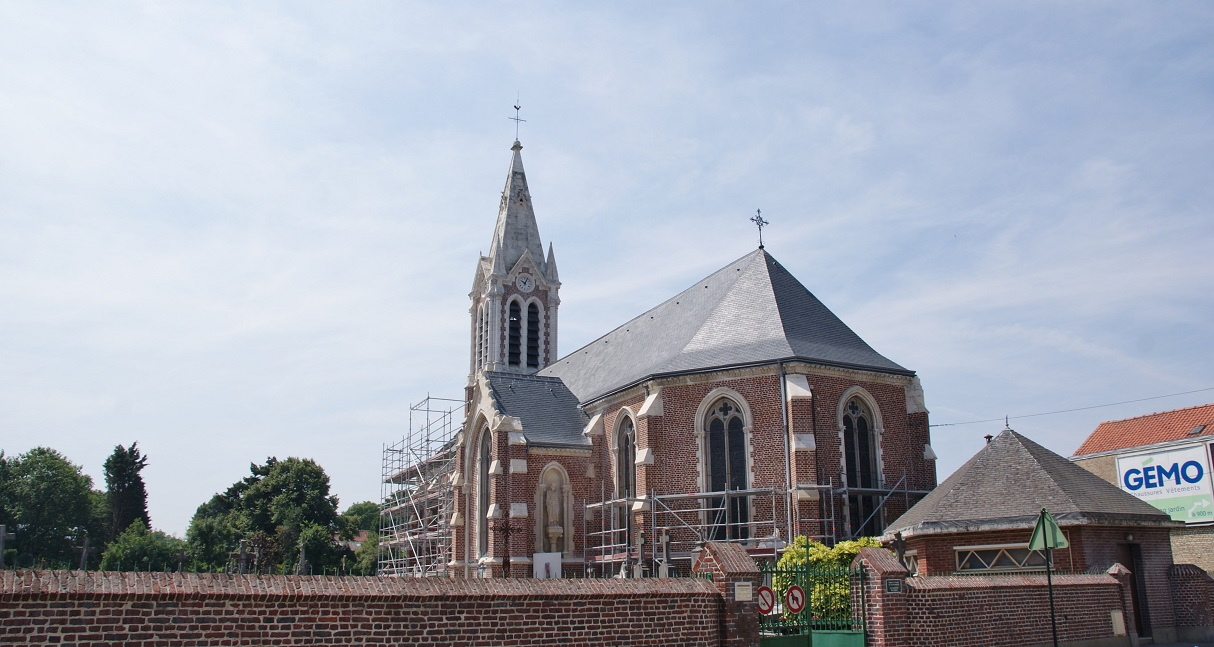
Церковь Святого Мартина
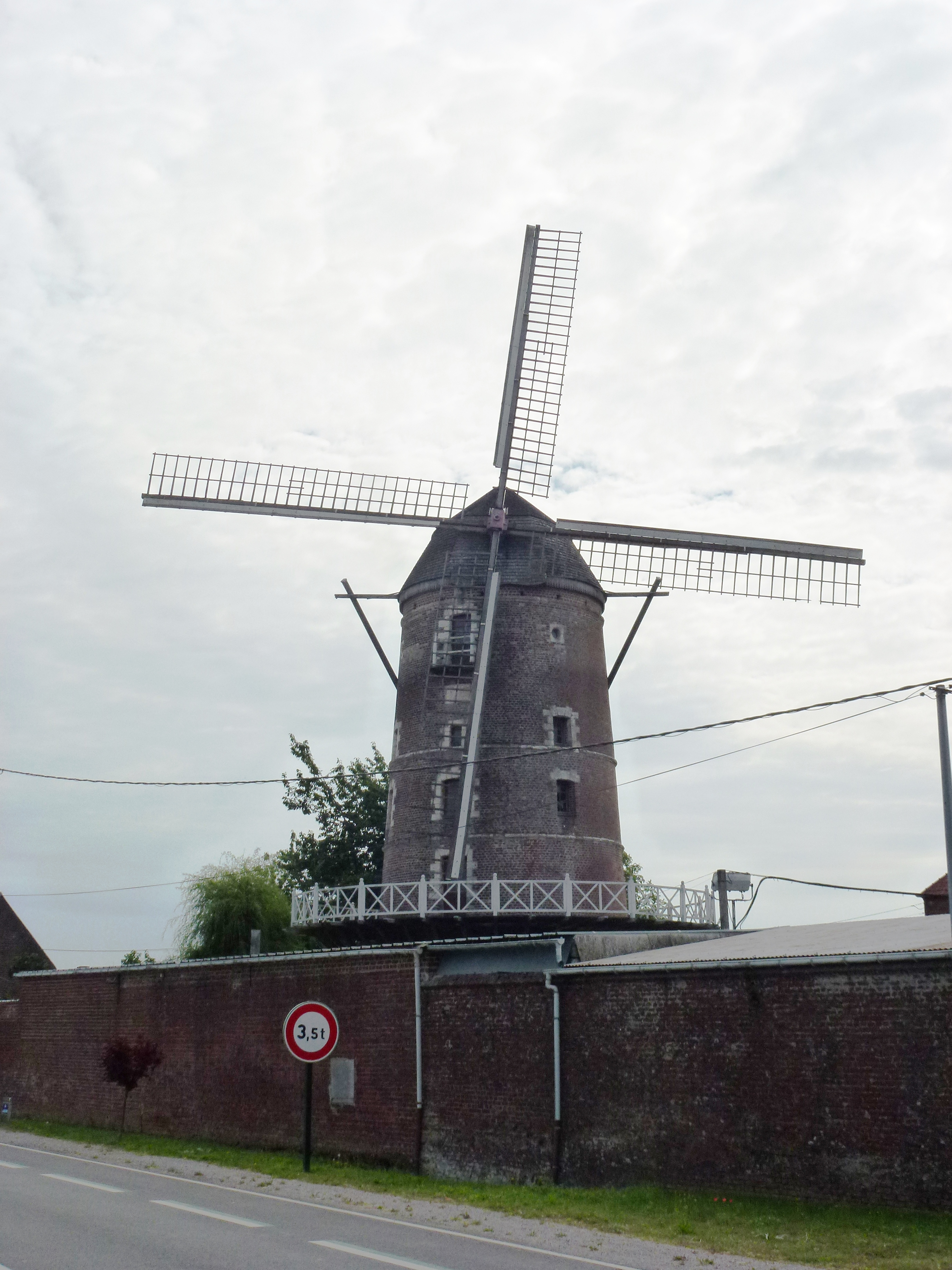
Ветряная мельница